# 국색방화
《국색방화》(国色芳华)는 2025년 방송되었던 중국의 드라마이다.

## 줄거리
- 상인의 딸 하유방은 장안에서 '천하제일 탐관오리'라 불리는 화조사 장장양의 도움으로 이익만을 위했던 결혼에서 벗어나게 된다. 이후 두 사람은 다시 수도에서 재회하게 되고, 하유방은 희귀한 모란을 재배하는 뛰어난 기술과 탁월한 사업 수완을 바탕으로 장장양과 장인-투자자로서 협력 관계를 맺고, 하유방은 모란 재배를 기반으로 고난을 겪는 여러 여성들과 함께 꽃집을 운영하며 브랜드를 만들어간다.

## 등장 인물
- 양쯔 - 하유방 역
- 리셴 - 장장양 역
- 웨이저밍 - 류창 역
- 장아흠 (张雅钦) - 이유정 역
- 도송암 - 영왕 역
- 관악 (Glolia) - 주복 역
- 쉬링웨 - 소설계 역
- 심몽진 (萧雪溪) - 황보영가 역
- 동몽실 (Thomas) - 이행 역
- 양곤 (杨昆) - 손대랑 역

## 참고사항
- 극중 하유방과 장장양 역을 맡은 양쯔와 리셴은 친애적, 열애적 이후 7년만에 재회하였다.
- 해당드라마 OST는 극중 하유방 역을 맡은 양쯔가 참여 하였다.